# Eleonora Rossi Drago
Eleonora Rossi Drago, właściwie Palmira Omiccioli (ur. 23 września 1925 w Genui; zm. 2 grudnia 2007 w Palermo) – włoska aktorka filmowa, teatralna i telewizyjna. 
Sławę zdobyła dzięki głównej roli w Przyjaciółkach (1955) Michelangelo Antonioniego. Za rolę w filmie Lato przemocy (1959) Valerio Zurliniego zdobyła nagrodę dla najlepszej aktorki na MFF w Mar del Plata oraz nagrodę włoskich krytyków filmowych Nastro d'argento. Grała w filmach znanych włoskich reżyserów: Pietro Germiego, Roberto Rosselliniego, Alessandro Blasettiego, Giuseppe De Santisa i  Luigiego Comenciniego.